# أغبال (بني عثمان)
أغبال هو دُوَّار يقع بجماعة بني شيكر، إقليم الناظور، جهة الشرق في المملكة المغربية. ينتمي الدوّار لمشيخة بني عثمان التي تضم 11 دوار. يقدر عدد سكانه بـ 500 نسمة حسب الإحصاء الرسمي للسكان والسكنى لسنة 2004.

## روابط خارجية
- البوابة الوطنية للجماعات الترابية
- المندوبية السامية للتخطيط